# Cremnosterna plagiata
Cremnosterna plagiata är en skalbaggsart som först beskrevs av White 1858.  Cremnosterna plagiata ingår i släktet Cremnosterna och familjen långhorningar.
Artens utbredningsområde är:
- Laos.
- Burma.

Inga underarter finns listade i Catalogue of Life.